# La montaña siniestra
La montaña siniestra es una película de 1956 perteneciente al género de drama, protagonizada por Spencer Tracy y Robert Wagner. El reparto incluye a Claire Trevor, Richard Arlen, William Demarest, y Anna Kashfi. Está basada en La neige en deuil, una novela francesa del año 1952 escrita por Henri Troyat, que se inspiró en el accidente del vuelo Air India Flight 245 en 1950.

## Argumento
Cuando un avión de pasajeros se estrella cerca de la cima del Mont Blanc (Monte Bianco en italiano), en los Alpes franceses, el codicioso Christopher Teller (Wagner) decide ir a robarle a los muertos del vuelo. Sin embargo, no tiene ninguna esperanza de llegar al lugar del accidente sin la ayuda de su hermano mayor Zachary (Tracy), un alpinista altamente cualificado. Zachary quiere dejar a los muertos en paz, pero Chris lo presiona hasta que finalmente cede.
Cuando llegan al avión derribado, encuentran una sobreviviente gravemente lesionada, una Mujer india (Kashfi). Chris quiere dejarla abandonada allí para que muera, pero Zachary insiste en llevarla para bajar la montaña.
En el descenso, Chris, haciendo caso omiso de la advertencia de Zachary, intenta cruzar un peligroso puente de nieve, se cae y muere. Cuando Zachary lleva a la mujer a su pueblo, le dice a todos que él subió a la montaña para robar el avión y que había sido obligado por su hermano para ir con él, pero sus amigos saben que él es una mejor persona (Trevor, Demarest).